# Danimarca ai Giochi della XXII Olimpiade
La Danimarca partecipò ai Giochi della XXII Olimpiade, svoltisi a Mosca, Unione Sovietica, dal 19 luglio al 3 agosto 1980, con una delegazione di 58 atleti impegnati in tredici discipline.